# 部曲
部曲 (かきべ、ぶきょく）は、古代の中国、朝鮮、日本の私有民や私兵などの身分のことである。日本では民部とも書く。中国が起源で、賤民であり、隷属的集団。

## 中国
部曲は古代中国の漢代から魏晋南北朝時代において、人間集団の組織、とくに軍隊組織において大隊を部、中隊を曲といい、部曲は軍団を意味した。南北朝時代には私兵を意味していた。

その後、北周の時代から私賤民の呼称として用いられ、唐の時代に賤民としての用法が定着した。奴婢とは違って売買されず、法的には奴婢より上位に置かれた。

## 日本
部曲（かきべ、かきのたみ、かき）は、大化の改新以前の豪族の私有民である。天武朝以後は公民となった。

## 朝鮮
部曲（プゴク）は、新羅、高麗の賤民である。良民が住む地方は郡、県とされたが、賤民が住む地方は郷、所、部曲として区別された。李氏朝鮮時代にはなくなった。釜谷、富谷はこの転訛であるといわれている。